# Nyctobia anguilineata
Nyctobia anguilineata är en fjärilsart som beskrevs av Augustus Radcliffe Grote och Robinson 1867. Nyctobia anguilineata ingår i släktet Nyctobia och familjen mätare. Inga underarter finns listade i Catalogue of Life.